# Корольовська сільська рада (Тюменцевський район)
Корольо́вська сільська рада (рос. Королёвской сельский совет) — сільське поселення у складі Тюменцевського району Алтайського краю Росії.
Адміністративний центр — селище Корольовський.

## Населення
Населення — 500 осіб (2019; 581 в 2010, 737 у 2002).

## Склад
До складу сільської ради входять:
| Населений пункт       | Населення, осіб (2002) | Населення, осіб (2010) |
| --------------------- | ---------------------- | ---------------------- |
| Корольовський, селище | 656                    | 546                    |
| Латкинський, селище   | 81                     | 35                     |